# Agonum prognathum
Agonum prognathum är en skalbaggsart som beskrevs av Vandyke. Agonum prognathum ingår i släktet Agonum och familjen jordlöpare. Inga underarter finns listade i Catalogue of Life.